# Ambroise Vollard

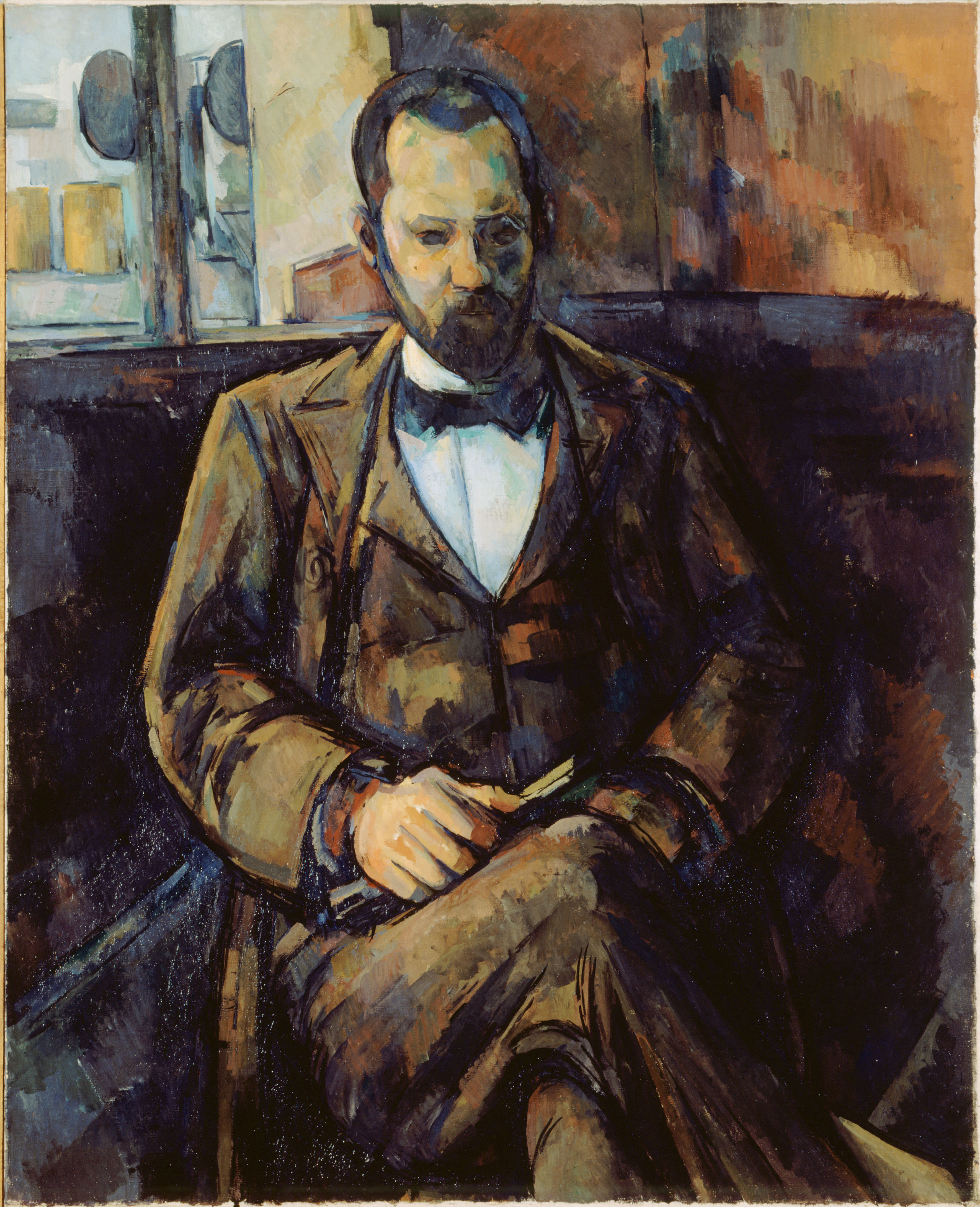
Paul Cézanne, Portret van Ambroise Vollard, 1899

Ambroise Vollard (Saint-Denis, La Réunion, 3 juli 1866 – Versailles, 21 juli 1939) was een Frans kunsthandelaar. Hij geldt als een belangrijk baanbreker voor de moderne kunst.

## Leven
Vollard werd geboren in de Franse kolonie Réunion en studeerde rechten in Montpellier, later in Parijs, waar hij in 1888 afstudeerde. Ondertussen had hij zich al onderscheiden als amateurkunsthandelaar en in 1893 opende hij zijn eerste galerie in de Parijse Rue Lafitte.
Hij maakte naam als kenner van moderne kunst, aanvankelijk vooral geassocieerd met het impressionisme en het postimpressionisme, later meer modernistisch. Hij verdiende een fortuin door zijn goede neus voor kunst, kocht werken op een moment dat ze nog minder goed in de markt waren en verkocht ze later vaak voor hoge prijzen. Reeds voor 1900 organiseerde hij tentoonstellingen voor schilders als Édouard Manet, Pierre-Auguste Renoir, Paul Gauguin en Vincent Van Gogh. In het bijzonder maakte Volard de door hem zeer bewonderde Paul Cezanne bekend bij een breed publiek. Na de eeuwwisseling gold hij tevens als ontdekker van Aristide Maillol, André Derain en Georges Rouault. In 1904 organiseerde hij de eerste tentoonstelling van Henri Matisse. Hij exposeerde en verhandelde ook veel werk van Pablo Picasso, met wie hij nauw bevriend was. In 1901 organiseerde hij Picasso's eerste solo-expositie. Picasso maakte in 1910 ook een portret van Vollard. In 1933 gaf Vollard hem opdracht tot het maken van 100 etsen die later bekend werden als de Vollard-suite.

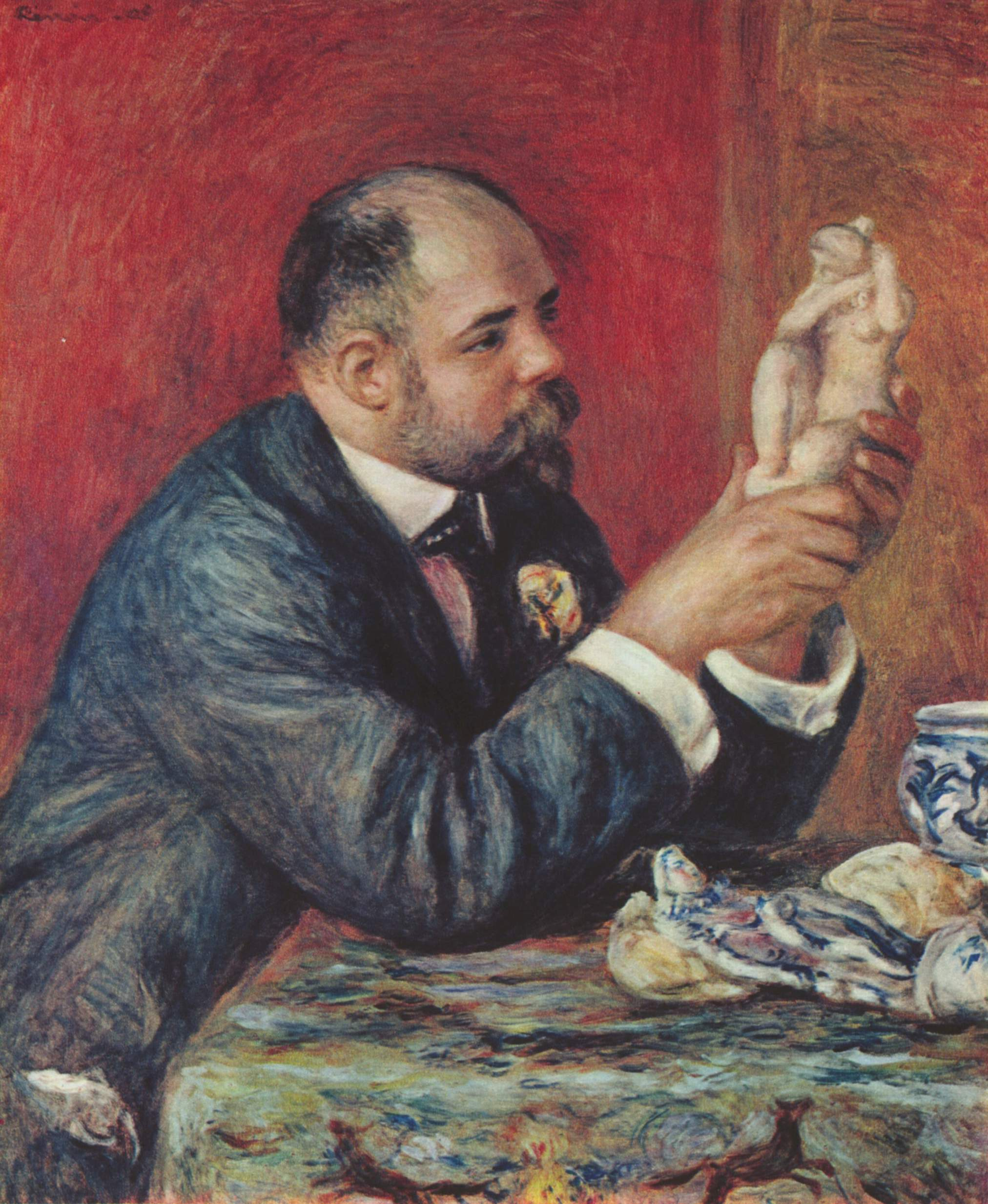
Pierre-Auguste Renoir, Portret van Ambroise Vollard, 1908

Vollard maakte ook naam als uitgever van kunstboeken en geïllustreerde literatuur. Daarnaast schreef hij biografieën van Cézanne (1914), Degas en Renoir, alsook zijn memoires, getiteld Herinneringen van een kunsthandelaar (1936). In 1935 werd hij opgenomen in het Legioen van Eer. Hij overleed in 1939 ten gevolge van een auto-ongeluk, 73 jaar oud. 179 kunstwerken uit zijn nalatenschap bevonden zich in de kluis van een Parijse bank die pas in 1979 geopend werd.